# Cherven Bryag (huyện)
Cherven Bryag là một huyện thuộc tỉnh Pleven, Bungaria. Dân số thời điểm năm 2001 là 35562 người.